# Lagopus muta yunaskensis
Lagopus muta yunaskensis es una subespecie  de la familia Tetraonidae en el orden de los Galliformes. 

## Distribución geográfica
Se encuentra en la isla de Yunaska (las Islas Aleutianas).